# Carmen Elise Espenæs
Carmen Elise Espenæs (nacida el 30 de septiembre de 1983 en Stavanger, Noruega) es una cantante noruega de heavy metal, conocida como la vocalista y la cofundadora de la banda de metal gótico y folk metal Midnattsol desde el 2002, y de la banda metal gótico y folk metal Savn (originalmente un proyecto de Anders Thue y Stig Johansen) desde 2013.

## Carrera musical
Carmen Elise Espenaes tuvo algún tipo de formación musical en su ciudad natal, Stavanger, y comenzó cantando en algunas bandas locales no profesionales, con las cuales al mismo tiempo empezó a escribir sus primeras canciones.
Su predilección por la música heavy metal fue influenciada por su padre, que era un fan de Ozzy Osbourne, y por compañeros de banda de su hermana mayor Liv Kristine, en  Theatre of Tragedy.
Carmen Elise se trasladó a Ludwigsburg, Alemania en 2002 para quedarse con su hermana, ciudad donde conoció al guitarrista Christian Hector, con quien fundó ese mismo año su propia banda de metal sinfónico y folk metal Midnattsol (Sol de Medianoche). Hector reclutó a sus excompañeros de banda en Penetralia, el baterista Chris Merzinsky y teclista Daniel Fischer, y más tarde Daniel Droste como guitarrista y Birgit Öllbrunner como bajista. Con esta formación, la banda grabó un demo y consiguió un contrato discográfico con Napalm Records. Midnattsol posteriormente produjo tres álbumes de estudio entre 2005 y 2011, donde Carmen Elise escribió la mayoría de las letras de la banda, y contribuyó a la composición musical.
En septiembre de 2004, a Espenaes se le ofreció participar con la banda británica de metal extremo Cradle of Filth como una miembro de gira con el álbum Nymphetamine, en la que su hermana ya había cantado y grabado una canción en el estudio. Sin embargo, debido a compromisos con su banda y sus estudios, Espenaes negó dicha solicitud.
La voz y la carrera de Carmen Elise se comparan a menudo y son asociados a los logros musicales de su hermana mayor como solista y cantante en Theatre of tragedy y Leaves' Eyes. En un principio este hecho ayudó a que Carmen Elise y Midnattsol fueran reconocidos por el público, pero ahora ella insiste en ser juzgada por sus propios méritos y no por los laureles de su hermana.
De regreso en su natal Noruega, en 2013 Carmen Elise se unió con los dos exmiembros de The Sins of Thy Beloved Anders Thue y Stig Johansen para conformar una banda llamada Savn. Dicha agrupación firmó un contrato con una pequeña y nueva discográfica independiente, llamada CDR Records (originaria de Stavanger), en la cual Espenæs también es propietaria. Con CDR lanzaron su álbum debut Savn en abril de 2014.
Espenæs pretnede que sus dos bandas, tanto Midnattsol como Savn, puedan subsistir al mismo tiempo.

## Vida personal
- Ella es la hermana menor de Liv Kristine Espenæs, una cantante que ha tenido una carrera en solitario junto con posiciones en las bandas Theatre of Tragedy y Leaves' Eyes.

- Además de sus actividades relacionadas con su banda, Espenaes trabaja como profesora de idiomas. y modelo

- En 2012, se convirtió en madre por primera vez y dio a luz a una niña en su propio cumpleaños.[6] Su segundo hijo nació en septiembre de 2014.

- Espenæs fundó en 2013 la discográfica independiente CDR Records con sede en Stavanger, junto a su novio Rune Gunnar Stensøy y Dagfinn Mauland (de ahí las iniciales del nombre).

- Habla cuatro idiomas: noruego, inglés, alemán y español.

## Discografía

### Con Midnattsol

#### Demos
- Midnattsol (2003)

#### Álbumes de estudio
- Where Twilight Dwells (2005)
- Nordlys (2008)
- The Metamorphosis Melody (2011)
- The Aftermath (2018)

#### Sencillos
- "Herr Mannelig" (2018)

### Con Savn
- Savn (2014)

#### Sencillos
- "Hang On" (2024)
- "Fri" (2018)

### Colaboraciones
Leaves' Eyes
- Lovelorn (2004) - voces melódicas para "Into Your Light"
- At Heaven's End (2010) - dueto en la versión acústica de "Irish Rain"'
- Meredead (2011) - voces en "Kråkevisa", "Nystev" y "Sigrlinn"
- Symphonies of the Night (2013) - voces en "Eileen's Ardency"